# Laxtunich
Laxtunich es un sitio arqueológico de la cultura maya ubicado en el estado de Chiapas en México, en las cercanías de la antigua ciudad maya de Yaxchilán dentro de la región conocida como la cuenca del Usumacinta. Fue un centro cívico maya secundario cercano al río Usumacinta desarrollado entre el periodo clásico medio y el clásico tardío como una ciudad subordinada y avasallada al reino de Yaxchilán. El sitio es mayormente reconocido por el hallazgo de una serie de dinteles que muestran escenas políticas de la elite maya consideradas muestras refinadas del arte maya del periodo clásico tardío en la región del Usumacinta. Su gobernante más conocido fue Aj Chak Maax, un vasallo de Itzamnaaj Bahlam IV de Yaxchilán que le rendía tributo según se narra en los dinteles de Laxtunich.

## Monumentos
El dintel 1 es considerado como una obra refinada del arte maya del periodo clásico tardío y comparte similitud con las estelas de Yaxchilán, el dintel ilustra y narra una escena palaciega ocurrida el 24 de agosto del año 781 después de Cristo en la que aparece el gobernante de Yaxchilán Itzamnaaj Bahlam IV referido en la inscripción jeroglífica con el nombre de Chelew Chan K’iinich, su nombre antes de ser entronizado, finamente ataviado sentado en un trono dentro de un palacio como se representa con las cortinas que adornan la parte superior del dintel frente a un gobernante vasallo llamado Aj Chak Maax que tenía el título de sajal de Laxtunich y quien le presenta y ofrece tres cautivos de alto rango como tributo. Los cautivos son representados con señas de sufrimiento y humillación siendo el principal de estos un cautivo de nombre Baah Wayib, capturado por el propio Aj Chak Maax tal como aparece indicado en la inscripción jeroglífica. La procedencia de estos cautivos no es mencionada en el dintel, pero pudieron ser capturados en algún sitio cercano a Laxtunich y Yaxchilán. La inscripción jeroglífica del dintel narra esta escena como: “El dia 5 Ix 7 Sak, Baah Wayib fue capturado por Aj Chak Maax. Tres días después sus cautivos fueron presentados a su señor”. El texto debajo de Itzamnaaj Bahlam IV contiene la inscripción: “Él es Chelew Chan K’iinich, captor de Taj Mo’, sagrado señor de Yaxchilán”. Este monumento fue creado por el escultor Mayuy Ti’ Chuwen tal como se muestra en una firma presente en el dintel. 

## Historia
El sitio de Laxtunich fue descubierto y documentado por primera y única vez a principios de la década de 1950 por el explorador y cronista de viajes estadounidense Dana Lamb en una expedición sobre el río Usumacinta en la que describió el hallazgo de un sitio arqueológico en el estado de Chiapas, México muy cerca de Yaxchilán y lo registró bajo el nombre de Laxtunich que quiere decir “piedra labrada” en referencia a una serie de dinteles que encontró in situ, sin embargo, no dejó un registro preciso de su ubicación exacta y desde entonces se desconoce la localización del sitio. Algunos investigadores han intentado proponer varios sitios ya descubiertos como posibles candidatos a ser Laxtunich pero en ningún sitio conocido se ha registrado un hallazgo escultórico de dinteles semejantes o restos de saqueo que coincidan con los monumentos de Laxtunich ni con las fotografías y descripciones dadas por Dana Lamb o que coincidan con la información registrada en los propios dinteles por lo que hasta la fecha se le considera un sitio maya no localizado en la selva del estado mexicano de Chiapas. En algún punto durante su descubrimiento, los dinteles conocidos de Laxtunich fueron saqueados y sacados de México, años después uno de estos apareció en el Museo de Arte Kimbell de Forth Worth, Texas en donde se exhibe actualmente y se le describe como un monumento maya encontrado en las cercanías del río Usumacinta en México que posiblemente adornaba un palacio y que fue comprado a un coleccionista privado en 1971. 